# Grace Hopperová
Grace Murrayová Hopperová (9. prosince 1906 New York – 1. ledna 1992 Arlington) byla americká matematička, informatička a důstojnice námořnictva Spojených států. Byla programátorkou prvních počítačů ve firmě Harvard Mark I a vyvinula první kompilátor pro počítačový programovací jazyk vůbec. Díky šíři jejích schopností byla někdy označována jako „úžasná Grace“ (Amazing Grace). Námořní hodnost kontradmirála v záloze dosáhla v roce 1986 jako první žena v historii.

## Životopis

### Mládí a vzdělání
Hopperová se narodila jako Grace Brewsterová Murrayová v New Yorku. Absolvovala školu Hartridge v Plainfieldu v New Jersey. V roce 1930 se provdala za Vincenta Hoppera, ale rozvedli se v roce 1945. Bakalaureátu dosáhla v roce 1928 na Vassar College, obor matematika a fyzika. Pokračovala na Yale University, kde absolvovala v roce 1930 postgraduální studium ve fyzice a matematice. V roce 1934 získala titul Ph.D. za matematiku. Její disertační práce se jmenovala  New Types of Irreducibility Criteria (Nové typy kritérií neredukovatelnosti). Začala pak učit matematiku na Vassar College v roce 1931 a v roce 1941 se stala docentkou.

### Mark I a Mark II (první počítače)

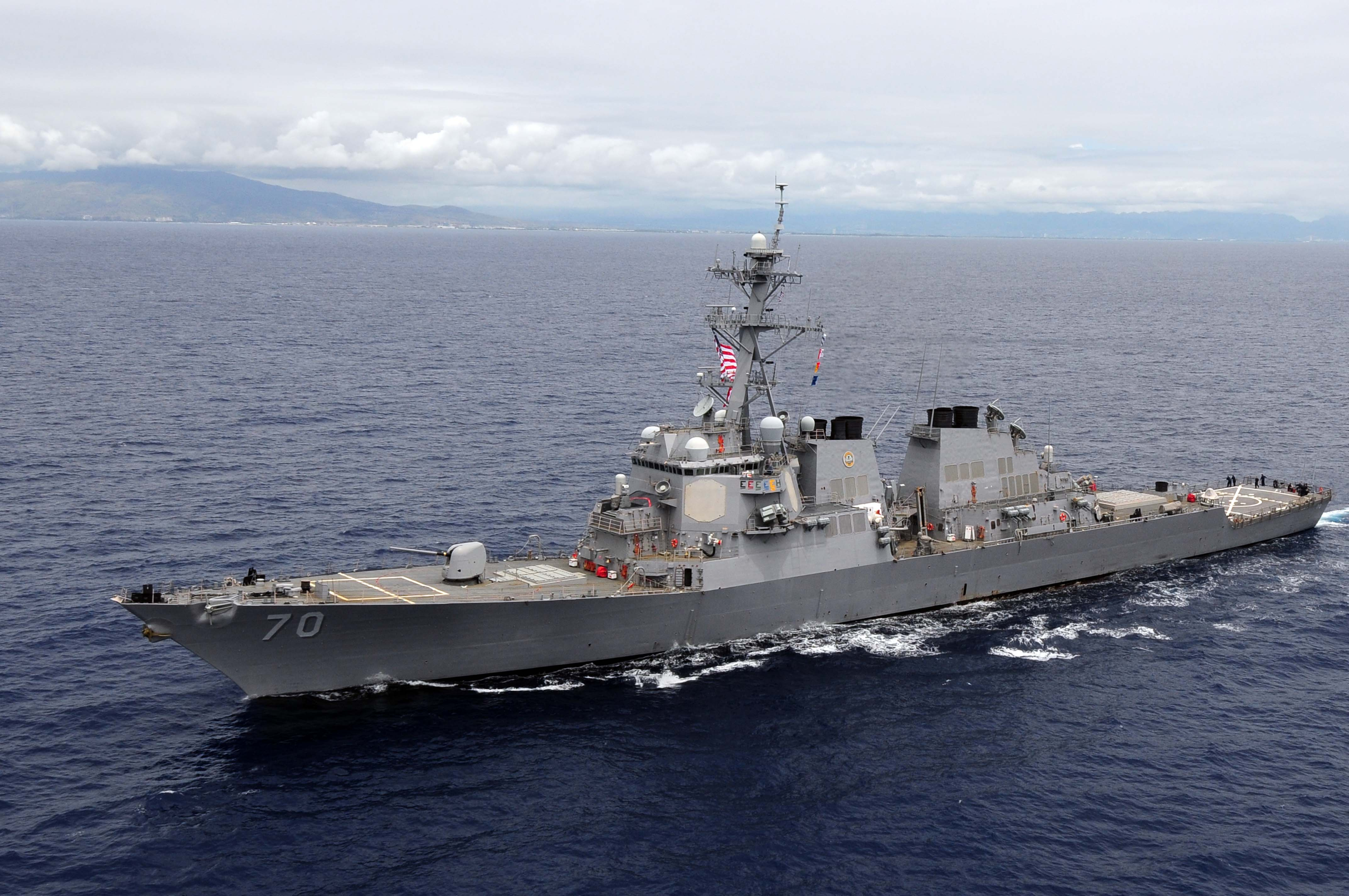
Raketový torpédoborec USS Hopper (DDG-70)

V roce 1943 nastoupila do námořnictva Spojených států a s Howardem Aikenem začala pracovat na počítači Mark I. Po skončení války byla propuštěna z aktivní služby, ale pokračovala ve vývoji počítačů Mark II a Mark III. Když pracovala na Mark II, došlo k chybě stroje, jejíž příčinou byla můra zapadlá do relé. Hopperová to zaznamenala do protokolu jako první skutečný případ nalezeného „brouka“, anglicky „bug“, jak se slangově označuje programátorská chyba. Nesprávně je tato příhoda někdy citována jako původ výrazu „bug“, ačkoli výraz byl tehdy již široce používán.

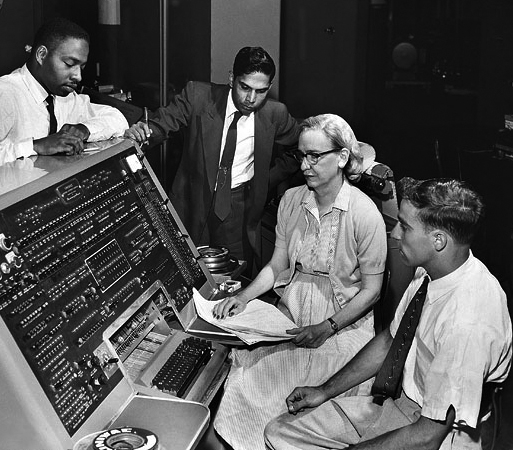
Grace Hopperová u počítače UNIVAC I

### UNIVAC
V roce 1949 se Grace Hopperová stala zaměstnankyní Eckert-Mauchly Computer Corporation a připojila se k týmu rozvíjejícímu UNIVAC I. Začátkem roku 1950 převzala firmu společnost Remington Rand Corporation. Hopperová zůstala jejich zaměstnankyní a vytvořila první překladač. Ten byl znám jako překladač A-0. Další verze byly zveřejněny komerčně jako překladače ARITH-MATIC, MATH-MATIC a FLOW-MATIC.

### COBOL
Později se Hopperová vrátila k námořnictvu, kde se podílela na vytvoření programovacího jazyka COBOL. Prosazovala myšlenku, že programy by měly být psány v jazyce, který se podobá angličtině, a ne ve strojovém kódu nebo jazyce blízkém strojovému (jako je jazyk symbolických instrukcí). COBOL byl založený z velké části na její filozofii.

### Standardy
V roce 1970 Hopperová propagovala implementaci standardů pro testování počítačových systémů a součástí, nejvíce pro programovací jazyky jako FORTRAN a COBOL. V roce 1980 byly tyto testy převzaty úřadem pro technickou standardizaci National Bureau of Standards, známým dnes jako National Institute of Standards and Technology (NIST).

### Závěr života
Grace Hopperová odešla do důchodu poprvé na konci roku 1966. Tehdy byla nejstarší důstojnicí vojenského námořnictva USA. Znovu se vrátila do aktivní služby a definitivně odešla do výslužby 14. srpna 1986. Zemřela ve věku 85 let a byla pohřbena na Arlingtonském národním hřbitově (část 59, hrob 973).

## Odkaz
- Na počest Grace Hopperové byl pojmenován americký raketový torpédoborec USS Hopper (DDG-70).